# Torre Xrobb l-Ghagin

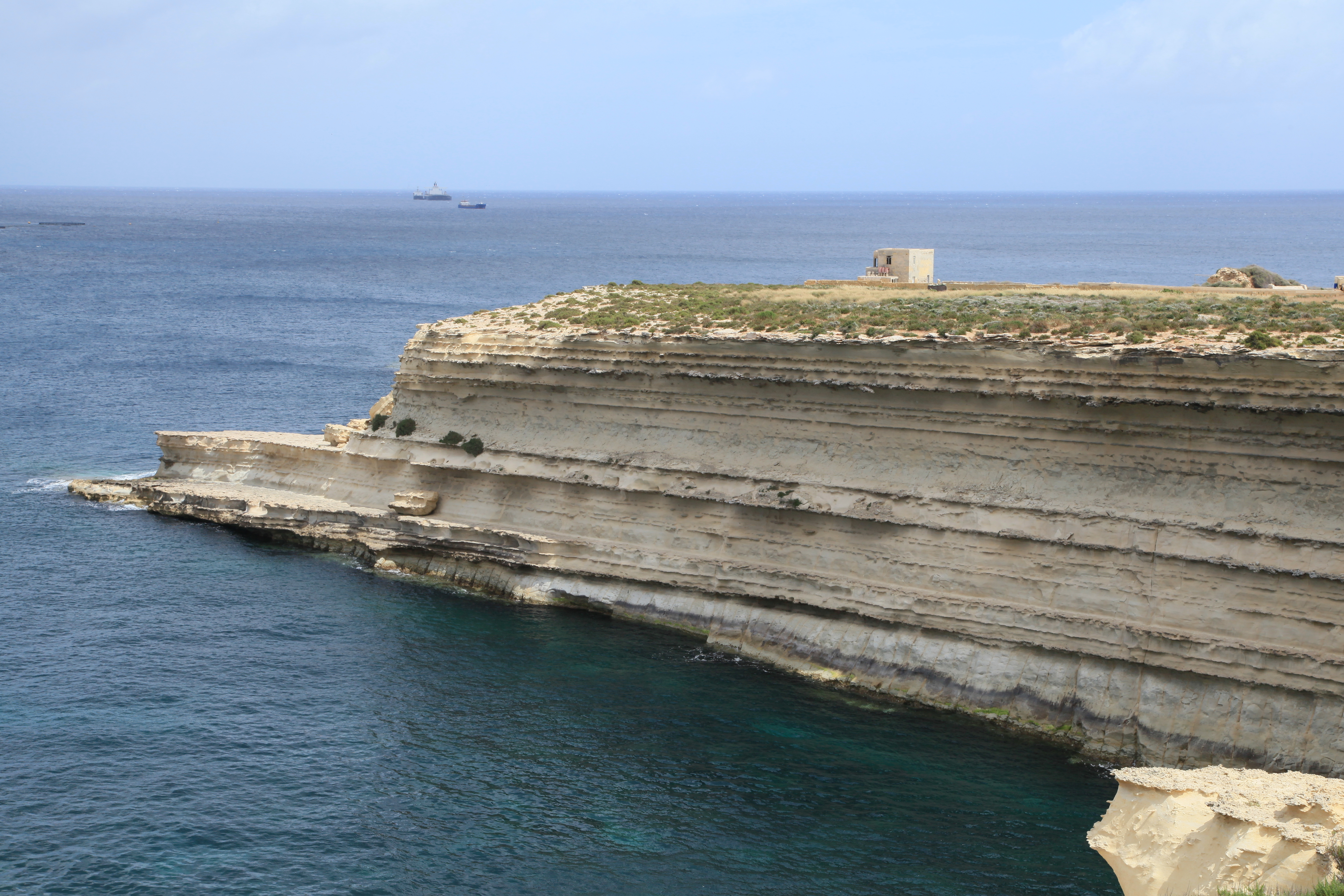
Xrobb l-Għaġin Park

La Torre Xrobb l-Għaġin (en maltés: Torri ta' Xrobb l-Għaġin), originalmente conocida como Torre di Siuarep, era una torre de vigilancia en Xrobb l-Għaġin, dentro de los límites de Marsaxlokk, Malta.  

## Historia
Fue construido en 1659 bajo el mandato del Gran Maestre Martín de Redín y es la octava de las torres de Redín. Un atrincheramiento con dos baluartes se construyó a su alrededor en 1761. Fue construida con piedra caliza globigerina que es propensa a la erosión. 

## Actualmente
La torre ahora está en gran parte destruida por causas erosivas. Todavía se pueden ver los restos de la base escarpada de la torre, así como el contorno general del atrincheramiento.